# Конвой № 1242
Конвой № 1242 — японський конвой часів Другої світової війни, проведення якого відбувалось у травні 1943 року.
Конвой сформували для проведення групи транспортних суден до Рабаула — головної передової бази в архіпелазі Бісмарка, з якої японці провадили операції на Соломонових островах та сході Нової Гвінеї. Вихідним пунктом при цьому був атол Трук (нині Чуук) у східній частині Каролінських островів, який до лютого 1944 року виконував роль транспортного хабу, через який йшло постачання японських сил у кількох архіпелагах (ще до війни на Труку створили потужну базу ВМФ).
До складу конвою № 1242 увійшли транспорти «Нанкай-Мару № 2» та «Манко-Мару», а ескорт забезпечував мисливець за підводними човнами CH-33.
24 травня 1943 року судна вийшли з Труку та попрямували на південь. У цей період американська авіація ще не могла діяти проти комунікацій до архіпелагу Бісмарка, проте була наявна значна загроза зі сторони підводних човнів. Утім, конвой № 1242 успішно прибув 29 травня до Рабаула.